# چاز
چاز (به لاتین: Chutz) یک منطقهٔ مسکونی در گرنادا است که در Saint Andrew Parish, Grenada واقع شده‌است. چاز ۱۸۶ متر بالاتر از سطح دریا واقع شده‌است.